# Bolochovo
Bolochovo (rusky Болохово) je město v Tulské oblasti v Ruské federaci. Při sčítání lidu v roce 2010 mělo přes devět tisíc obyvatel.

## Poloha a doprava
Bolochovo leží u potoka Širovoně, přítoku Upy v povodí Oky. Od Tuly, správního střediska oblasti, je vzdáleno přibližně dvacet kilometrů jihovýchodně.
Přes město prochází železniční trať Vjazma–Tula–Uzlovaja–Rjažsk.

## Dějiny
Už přibližně k roku 1580 je na tomto místě zmiňována vesnice v majetku šlechtické rodiny Bolchovských. V 19. století bylo její jméno Bolochovka.
V roce 1934 byl nedaleko otevřen hnědouhelný důl, jeden z největších v Moskevské pánvi. Byl pojmenován podle vesnice Bolochovskij a vesnice získala status sídla městského typu. V roce 1943 došlo k povýšení na město a změně jména na Bolochovo.